# Blackwood-River-Nationalpark
Der Blackwood-River-Nationalpark (englisch: Blackwood River National Park) ist ein Nationalpark in Western Australia, Australien. Er befindet sich etwa 55 Kilometer südlich von Busselton und 55 Kilometer südöstlich von Margaret River.
Das Gebiet wurde 2004 zum Nationalpark erklärt. Benannt ist dieser Park nach dem größten Fluss im Südwesten Australiens, dem Blackwood River.
Der Nationalpark befindet sich in einem großen Waldgebiet. Im Osten schließt sich der Wiltshire-Butler-Nationalpark an.
Im Park gibt es die zwei kostenpflichtige Campingplätze, Sues Bridge und Warner Glen. An beiden Plätzen gibt es die Möglichkeit, einen kostenlosen Gasgrillplatz zu nutzen. Das vorhandene Trinkwasser besteht aus aufgefangenem Regenwasser. Die Plätze haben einen Zugang zum Blackwood River, in dem Schwimm- oder Kanusport betrieben werden kann. Wird der Park mit Fahrzeugen befahren, ist eine Gebühr fällig.